# Motherwell
Motherwell (in gaelico scozzese: Tobar na Màthar; in scots: Mitherwill) è una città del Regno Unito.
Si trova in Scozia, a sud-est di Glasgow e nel censimento del 2001 contava 30 311 abitanti.
Era rinomata per la sua produzione d'acciaio, tanto da venire soprannominata Steelopolis ("città dell'acciaio").

## Storia
L'arrivo della ferrovia nel 1848 e la creazione di industrie di lavorazione dell'acciaio portarono ad un impressionante incremento degli abitanti: a metà degli anni '70, l'industria dell'acciaio di Motherwell impiegava circa 13 000 addetti per una produzione di circa 3 milioni di tonnellate annue.
La crisi dell'acciaio degli anni '80 portò ad un drammatico collasso culminato nel 1993 con la chiusura dell'industria siderurgica locale che ha causato una seria disoccupazione. All'inizio del nuovo millennio, la città si è convertita al terziario riuscendo così a ricreare posti di lavoro.

## Sport

### Calcio
La città è sede del Motherwell Football Club, militante in Scottish Premier League.